# 25763 Naveenmurali
25763 Naveenmurali è un asteroide della fascia principale. Scoperto nel 2000, presenta un'orbita caratterizzata da un semiasse maggiore pari a 2,5651788 UA e da un'eccentricità di 0,1509594, inclinata di 4,04940° rispetto all'eclittica.